# Courtney Hoffos
Courtney Hoffos (ur. 30 sierpnia 1997 w Invermere) – kanadyjska narciarka dowolna specjalizująca się w skicrossie, medalistka mistrzostw świata, olimpijka z Pekinu 2022.

## Udział w zawodach międzynarodowych
| Impreza                     | Rok  | Miejsce     | Konkurencja | Miejsce |                      |      |       |          |    |
| --------------------------- | ---- | ----------- | ----------- | ------- | -------------------- | ---- | ----- | -------- | -- |
| Impreza                     | Rok  | Miejsce     | Konkurencja | Miejsce | Igrzyska olimpijskie | 2022 | Pekin | skicross | 6. |
| Mistrzostwa świata          | 2021 | Idre        | skicross    | 5.      |                      |      |       |          |    |
| Mistrzostwa świata          | 2023 | Bakuriani   | skicross    | 17.     |                      |      |       |          |    |
| Mistrzostwa świata          | 2025 | Engadyna    | skicross    | 2.      |                      |      |       |          |    |
| Mistrzostwa świata juniorów | 2016 | Val Thorens | skicross    | 6.      |                      |      |       |          |    |